# Xanthostemon fruticosus
Xanthostemon fruticosus là một loài thực vật có hoa trong Họ Đào kim nương. Loài này được Peter G.Wilson & Co miêu tả khoa học đầu tiên năm 1998.